# لذائذ ناصر الدين شاه
كتاب لذائذ ناصر الدين شاه (بالفارسية: نعمت‌نامه ناصیرالدین‌شاهی) هو كتاب طبخ هندي [الإنجليزية] من العصور الوسطى، مكتوب باللغة الفارسية وبخط النسخ، يحتوي على وصفات وأطعمة لذيذة بعضها مصحوب برسوم توضح طريقة تحضير الأطباق. بدأت كتابته في عهد غياث شاه [الإنجليزية] (حكم من 1469 إلى 1500)، حاكم سلطنة مالوة في الهند في العصور الوسطى. ولكن بعد إجباره على التنازل عن العرش،أُكمِل الكتاب لصالح ابنه عبد المعز ناصر شاه (حكم من 1500 إلى 1510).

## تاريخ المخطوطة
بعد سقوط مندوة في ولاية ماديا براديش [الإنجليزية] على يد سلاطين مغول الهند، وصلت المخطوطة إلى مجموعة بيجابور في القرن السابع عشر، كما يظهر من ختم محمد عادل شاه، سلطان بيجابور [الإنجليزية] الموجود على الورقة الأولى. قد تكون المخطوطة جزءًا من مجموعة بيجابور الأصلية. ومن بيجابور، انتقلت إلى السلطان تيبو ثم إلى مكتبة مكتب الهند البريطاني. وهي الآن موجودة في مجموعات مكتب الهند في المكتبة البريطانية في لندن.

## الترجمة والدراسة
نُشر ترجمة إنجليزية للكتاب على يد نورة م. تايتلي [الإنجليزية] في عام 2005. وقدمت الترجمة نسخة طبق الأصل كاملة من صفحات المخطوطة ودراسة مفصلة للمصطلحات المتعلقة بالنباتات والحيوانات والطعام والمواد الأخرى، مع معادلاتها الحديثة واللاتينية.

## التحليل الفني التاريخي
نُشر أول تحليل تاريخي فني للكتاب في عام 1959 على يد روبرت سكلتون (1929-2022)، أمين متحف فكتوريا وألبرت المخضرم. أشار سكلتون إلى أن بعض الرسوم تُظهر نساء يرتدين ملابس و عمائم للرجال من أنواع مختلفة من الأزياء الفارسية والهندية، بما في ذلك نوع معين من العمائم الذي يظهر أيضًا في لوحات الطراز التركماني الفارسي [الإنجليزية] في السبعينيات من القرن الخامس عشر. كما تأثرت أساليب المناظر الطبيعية في الرسوم بالطراز التركماني الفارسي [الإنجليزية] في أواخر القرن الخامس عشر. لاحظ المؤرخون الفنيون أن هناك على الأقل فنانين تعاونوا في رسم الرسوم التوضيحية في الكتاب. وقد سلط هؤلاء الفنانون الضوء على ميزات مختلفة من الطراز التركماني الفارسي [الإنجليزية] للفن الشيرازي الفارسي الذي كان سائدًا في تلك الفترة. كما قدمت الرسوم تمثيلات للأزياء المحلية لمالوة وأنماط الوجوه الهندية. وتظهر هذه الابتكارات الأسلوبية أيضًا في لوحات سلسلة "Cāurāpāñcāśikā"، مما يشير إلى أن هناك تأثيرات متبادلة بين مراكز الفن التي كان يرعاها المسلمون.